# Mongolfläck

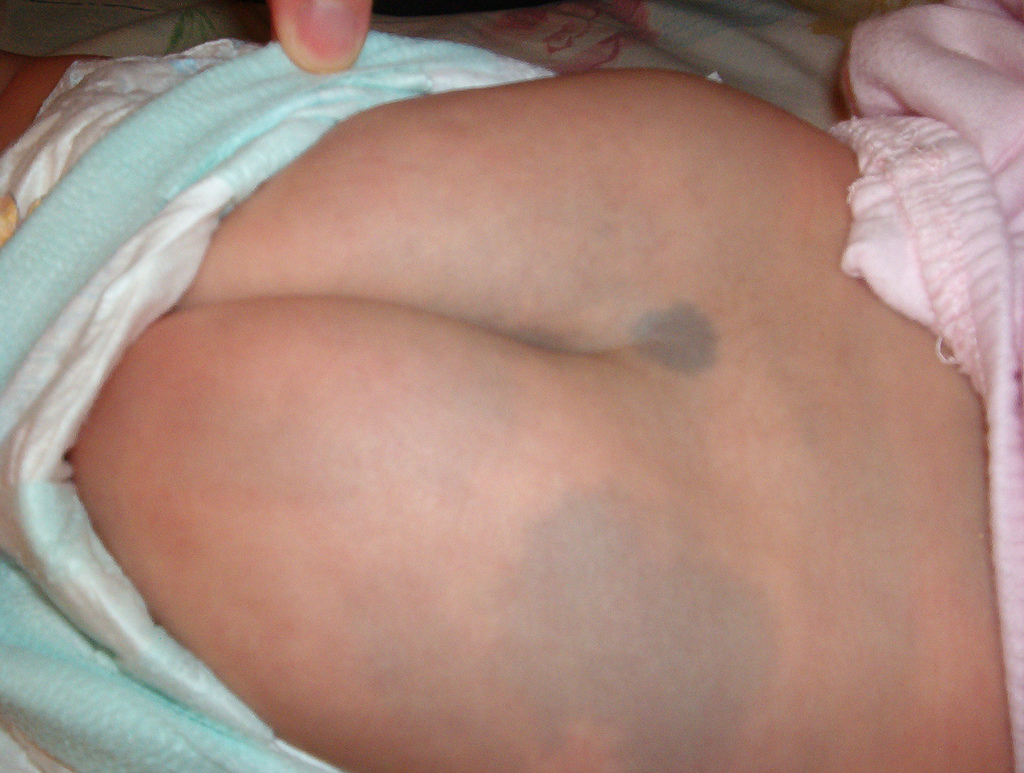
En mongolfläck synlig hos en 6-månaders gammal taiwanesisk flicka.

En mongolfläck är ett godartat, platt, medfött födelsemärke med vågiga kanter och oregelbunden form, som upptäcktes på och namngavs efter mongoler av Erwin Bälz. Mongolfläcken är också mycket utbrett bland nord-, öst- och sydostasiater, polynesier, ursprungsamerikaner, turkar, latinamerikaner, folk i Karibien som är av blandad härkomst samt bland östafrikaner.
Den försvinner normalt tre till fem år efter födseln och är i de allra flesta fall borta vid puberteten.
Den vanligaste färgen är blå, men den kan vara blå-grå, blå-svart eller till och med kaffefärgad.
Mongolfläcken är ett nedärvt utvecklingstillstånd som uteslutande involverar huden.
Den blå färgen är orsakad av melanocyter, melanin-innehållande celler, som finns djupt under huden.
Vanligtvis, som flera fläckar eller en enda fläck, täcker mongolfläcken nedre delen av ryggen, skinkorna, flankerna eller axlarna.